# ヘア・ケラチン
ヘア・ケラチンとは毛髪及び爪に含まれるケラチンであり、以下の二種類が存在する。

## タイプI
酸性タンパク質であり、タイプIIヘア・ケラチンと共にヘテロ二量体化し毛髪及び爪を形成する。
- タイプI・ヘア・ケラチン1、KRT31
- タイプI・ヘア・ケラチン2、KRT32
- タイプI・ヘア・ケラチン3A、KRT33A
- タイプI・ヘア・ケラチン3B、KRT33B
- タイプI・ヘア・ケラチン4、KRT34
- タイプI・ヘア・ケラチン5、KRT35
- タイプI・ヘア・ケラチン6、KRT36
- タイプI・ヘア・ケラチン7、KRT37
- タイプI・ヘア・ケラチン8、KRT38

## タイプII
塩基性タンパク質であり、タイプIIヘア・ケラチンと共にヘテロ二量体化し毛髪及び爪を形成する。
- タイプII・ヘア・ケラチン1、KRT81
- タイプII・ヘア・ケラチン2、KRT82
- タイプII・ヘア・ケラチン3、KRT83
- タイプII・ヘア・ケラチン4、KRT84
- タイプII・ヘア・ケラチン5、KRT85
- タイプII・ヘア・ケラチン6、KRT86